# Castiglioncello Bandini
Castiglioncello Bandini è una frazione del comune italiano di Cinigiano, nella provincia di Grosseto, in Toscana.

## Storia
L'insediamento sorse come castello per il controllo della parte orientale del territorio comunale di Cinigiano, ai piedi della Riserva naturale Poggio all'Olmo. 
Il complesso castellano si sviluppò in epoca medievale e fu in possesso della famiglia Aldobrandeschi. Nel corso del Duecento passò sotto il controllo di signori locali e venne in seguito ceduto all'abbazia di San Salvatore al Monte Amiata.
Nelle epoche successive il castello divenne proprietà della famiglia senese Piccolomini-Bandini e subì vari interventi di modifica e restauro, in particolare nel Cinquecento, e tra l'Ottocento e i primi anni del Novecento quando fu ristrutturato in larga parte in stile neomedievale.

## Monumenti e luoghi d'interesse

### Architetture religiose
- Chiesa di San Nicola, interna all'area castellana, è di origine medievale ma ebbe un rifacimento in epoca barocca.

- Chiesa del Madonnino è situata ai piedi del castello, all'esterno del borgo.

### Architetture militari
- Castiglion del Torto, castello che occupa gran parte del borgo di Castiglioncello Bandini.

## Società

### Evoluzione demografica
Quella che segue è l'evoluzione demografica della frazione di Castiglioncello Bandini. Sono indicati gli abitanti dell'intera frazione e dove è possibile la cifra riferita al solo capoluogo di frazione.
Dal 1991 sono contati da Istat solamente gli abitanti del centro abitato, non della frazione.
| Anno | Abitanti | Abitanti       |
| Anno | Frazione | Centro abitato |
| ---- | -------- | -------------- |
| 1640 | 257      | -              |
| 1745 | 155      | -              |
| 1833 | 149      | -              |
| 1845 | 219      | -              |
| 1921 | 358      | -              |
| 1931 | 409      | -              |
| 1961 | 324      | 185            |
| 1981 | 180      | 114            |
| 1991 | -        | 102            |
| 2001 | -        | 93             |
| 2011 | -        | 90             |